# Edson Araújo
Edson Araújo (sinh ngày 26 tháng 7 năm 1980) là một cầu thủ bóng đá người Brasil.

## Sự nghiệp câu lạc bộ
Edson Araújo đã từng chơi cho Omiya Ardija.

## Thống kê câu lạc bộ

### J.League
| Đội          | Năm       | J.League | J.League | J.League Cup | J.League Cup | Tổng cộng | Tổng cộng |
| Đội          | Năm       | Trận     | Bàn      | Trận         | Bàn          | Trận      | Bàn       |
| ------------ | --------- | -------- | -------- | ------------ | ------------ | --------- | --------- |
| Omiya Ardija | 2003      | 17       | 1        | -            | -            | 17        | 1         |
| Tổng cộng    | Tổng cộng | 17       | 1        | 0            | 0            | 17        | 1         |